# 施密特-卡塞格林望遠鏡

施密特-卡塞格林式望遠鏡的光路圖

施密特-卡塞格林式望遠鏡（Schmidt–Cassegrain telescope）是一種折反射望遠鏡，以折疊的光路與修正板結合，做成一個緊密的天文學儀器。

## 發明和設計
施密特-卡塞格林的設計是以伯恩哈德·施密特的施密特攝星儀為基礎，一如施密特攝星儀使用球面鏡做主鏡，並以施密特修正板來改正球面像差；承襲卡塞格林的設計，以凸面鏡做次鏡，將光線反射穿過主鏡中心的孔洞，匯聚在主鏡後方的焦平面上。有些設計會在焦平面的附近增加其他的光學元件，例如平場鏡。

## 應用
這種設計在製造商提供給消費者的望遠鏡上非常普遍，因為球面的光學表面不僅比長焦距的折射望遠鏡容易製做。虽然这类望远镜比同口徑的反射望遠鏡价格要更昂贵，但是由于緊密的光學設計使它在依訂設計的口徑之內很容易攜帶，使它在严谨细致的天文爱好者中更受青睐，已经成为目前主流的业余高端天象观测仪器。高的焦比意味著它不同於前身的施密特攝星儀，不是一架廣角的望遠鏡，但是它狹窄的視野很適合觀測行星和深空天體。

## 延伸的設計
它有許多的變形（雙球面鏡、雙非球面鏡、或球面鏡與非球面鏡各一），可以被區分為兩種主要的設計形式：緊密的和非緊密的。在緊密的設計中，修正板靠近或就在主鏡的焦點上；非緊密的修正板則靠近或就在主鏡的曲率中心上（焦距的兩倍距離）。緊密設計的典型例子就是Celestron和Meade的產品，結合一個堅固的主鏡和小而曲率大的次鏡。這樣雖然犧牲了視野的廣度，但可以讓鏡筒縮成很短。多數緊密設計的Celestron和Meade的主鏡焦比是f/2，而次鏡是負f/5，產生的系統焦比是f/10。須要提出的例外是Celestron的C-9.25，主鏡的焦比是f/2.3，次鏡的焦比是f/4.3，結果是鏡筒比一般緊密型的要長，而視野比較平坦。
非緊密的設計讓修正板靠近或就在主鏡的曲率中心上，一種非常好的施密特-卡塞格林設計例子是同心，就是讓所有鏡面的曲率中心都在一個點上：主鏡的曲率中心。在光學上，非緊密型的設計比緊密形的能產生較好的平場和變型的修正，但鏡筒在長度上卻有所增加。

## 著名的望遠鏡
目前量產最大的施密特-卡塞格林式望遠鏡是Meade生產的20英吋鏡，當然訂製的可以有更大的尺寸。
- UCF魯賓遜觀測所的26吋（660 mm）施密特-卡塞格林式望遠鏡。